# Pouillé (Vandea)
Pouillé è un comune francese di 635 abitanti situato nel dipartimento della Vandea nella regione dei Paesi della Loira.

## Società

### Evoluzione demografica
Abitanti censiti